# 音彩唯
音彩唯（日语：／，12月18日—），寶塚歌劇團雪組娘役。暱稱、，兵庫縣神戶市人，畢業於神戶海星女子學院中學校，身高162公分。

## 簡介
- 2019年，以首席身分進入寶塚歌劇團，105期生[4][5][6]，同期有稀惺かずと(現星組男役)[6]、山吹ひばり(現宙組娘役)、星空美咲(花組現任主演娘役)、詩ちづる(現星組主演娘役)。初次登台表演是4月19日宙組公演『オーシャンズ11（瞞天過海)』[7]，之後被分到雪組。
- 截至目前為止，已經擔任三次新人公演女主角。分別是2021年『CITY HUNTER(城市獵人)』新人公演[8]、2022年『蒼穹之昴』新人公演[9]、2023年『Lilac（ライラック）の夢路(紫丁香之夢路)』新人公演[10]。
- 2023年，KAAT神奈川藝術劇場、梅田藝術劇場公演『海辺のストルーエンセ(海邊的施澤林特)』是她第一次擔任東上(東京特別公演)女主角。[11]
- 2024年12月，再次擔任東上(東京特別公演)女主角，劇目是 『FORMOSA!!（フォルモサ）(福爾摩沙)』。

## 寶塚歌劇團時期

### 初舞台
- 2019年4月19日 寶塚大劇場 『オーシャンズ11（瞞天過海)』[12]

### 雪組時期
- 2020年1-3月 『ONCE UPON A TIME IN AMERICA（ワンス アポン ア タイム イン アメリカ）(四海兄弟)』[13]
- 2020年8-9月 梅田藝術劇場 『炎のボレロ(火焰的波麗露)』飾演:フラスキータ(芙拉絲吉塔/Frasquita)『Music Revolution!-New Spirit-(音樂革命!創新精神)』[14]
- 2021年1-4月 『fff-フォルティッシッシモ-(fff －Fortississimo－～歡聲高唱！～)』『シルクロード〜盗賊と宝石〜(絲路～盜賊與寶石～)』[15]
- 2021年6月 『ヴェネチアの紋章(威尼斯的紋章，改編塩野七生原作小說「緋色のヴェネツィア―聖マルコ殺人事件」)』飾演:ラウドミア(勞德米亞/Laudomia)『ル・ポァゾン 愛の媚薬-Again-(愛的媚藥)』[16]※全國巡迴公演
- 2021年8-11月『CITY HUNTER(城市獵人)』新人公演 飾演:槙村香 (正式公演:朝月希和)『Fire Fever!(火焰狂熱)』[17][18]＊第一次擔任新人公演女主角
- 2022年1月 寶塚Bow Hall 『Sweet Little Rock 'n' Roll』飾演:メアリー(瑪麗/Mary)[19]
- 2022年3-6月『夢介千両みやげ(夢介千兩冤大頭)』『Sensational!(精彩繽紛!)』[20]
- 2022年7-8月 梅田藝術劇場 『ODYSSEY（オデッセイ）-The Age of Discovery-(奧德賽-發現的時代)』[21]
- 2022年10-12月『蒼穹之昴』飾演:珍妃 新人公演 飾演:李玲玲 (正式公演:朝月希和)[22][23][24]＊擔任新人公演女主角
- 2023年2-3月 KAAT神奈川藝術劇場、梅田藝術劇場 『海辺のストルーエンセ(海邊的施澤林特)』飾演:カロリーネ・マチルデ(大不列顛的卡羅琳·瑪蒂爾達)[25][26]＊第一次擔任東上(東京特別公演)女主角
- 2023年4-7月『Lilac（ライラック）の夢路(紫丁香之夢路)』飾演:夢人 新人公演 飾演:エリーゼ(愛麗絲/Elise)『ジュエル・ド・パリ!!(Jewel de Paris!!─巴黎的寶石─)』[27][28][29]＊擔任新人公演女主角、＊第一次擔任每日謝幕領唱的歌姬(エトワール)
- 2023年8-9月 『愛するには短すぎる(愛苦短)』飾演:ドリー・マコーミック(朵莉・麥考密克)/ナンシー・ブラウン(南西・布朗)『ジュエル・ド・パリ!!(Jewel de Paris!!─巴黎的寶石─)』※全國巡迴公演[30]
- 2023年12月1-13日 寶塚大劇場 『ボイルド・ドイル・オンザ・トイル・トレイル(沸騰的道爾踏上艱辛之路)』飾演:ビアトリス・エリザベス・B・ハリスン(碧翠絲·伊麗莎白·B·哈里森)『FROZEN HOLIDAY（フローズン・ホリデイ）(冰雪假期)』＊擔任每日謝幕領唱的歌姬(エトワール)[31][32]
- 2024年1月3日-2月11日 東京寶塚劇場 『ボイルド・ドイル・オンザ・トイル・トレイル(沸騰的道爾踏上艱辛之路)』飾演:ビアトリス・エリザベス・B・ハリスン(碧翠絲·伊麗莎白·B·哈里森) 新人公演 飾演:シャーロック・ホームズ002(夏洛克·福爾摩斯002)（老婆）(正式公演:愛すみれ)『FROZEN HOLIDAY（フローズン・ホリデイ）(冰雪假期)』[31][32]
- 2024年4月15-21日 相模女子大学グリーンホール(相模原市文化會館)、5月4-8日 NHK大阪ホール(NHK大阪音樂廳) 『ALL BY MYSELF』[33]※彩風咲奈個人演唱會
- 2024年7-10月 『ベルサイユのばら-フェルゼン編-(凡爾賽玫瑰-菲爾遜篇)』飾演:ジャンヌ(珍妮)[34]
- 2024年12月-2025年1月 梅田藝術劇場、KAAT神奈川藝術劇場 『FORMOSA!!(福爾摩沙)』飾演:シェリル・オズワルド(雪莉・奧斯瓦爾德)[35]
- 2025年3-6月 『ROBIN THE HERO(罗宾汉)』飾演:エメット・ターナー(艾米特·特納) 新人公演 飾演:乳母ルチアナ(保姆露西安娜)(正式公演:杏野このみ)『オーヴァチュア！(序曲)』)[36]
- 2025年8-9月 御園座 『An American in Paris（パリのアメリカ人）(花都舞影，改編同名好萊塢電影)』飾演:リズ・ダッサン(莉絲・布維爾)[37]
- 2025年11月-2026年2月『ボー・ブランメル～美しすぎた男～(美男布魯梅爾)』『Prayer～祈り～(祈禱)』[38]※預定

## 外部連結
- 寶塚官網音彩唯簡介 （页面存档备份，存于）